# Pedro Fernández
Pedro Alfonso Fernández Camacho  (ur. 27 lipca 1977 w Caracas) – wenezuelski piłkarz występujący na pozycji obrońcy. Zawodnik klubu Deportivo Táchira.

## Kariera klubowa
Fernández zawodową karierę rozpoczynał w 1999 roku w zespole Deportivo Táchira. W 2000 roku zdobył z nim mistrzostwo Wenezueli. W tym samym roku odszedł do UA Maracaibo. Jego barwy reprezentował przez 8 lat. W tym czasie wywalczył z nim 2 mistrzostwa fazy Apertura (2005, 2006), 3 mistrzostwa fazy Clausura (2003, 2005, 2007) oraz wicemistrzostwo Apertura (2007). W 2008 roku dotarł z zespołem do finału Pucharu Wenezueli, jednak Maracaibo uległo tam Aragui.
W 2008 roku Fernández odszedł do zespołu Zulia FC. Spędził tam rok, a w 2009 wrócił do Deportivo Táchira.

## Kariera reprezentacyjna
W reprezentacji Wenezueli Rouga zadebiutował w 2002 roku. W 2004 roku został powołany do kadry na Copa América. Na tamtym turnieju, który Wenezuela zakończyła na fazie grupowej, nie wystąpił ani razu.
W 2007 roku ponownie wziął udział w Copa América. Zagrał na nim w meczach z Peru (2:0) i Urugwajem (0:0). Z tamtego turnieju Wenezuela odpadła w ćwierćfinale.